# 노보체르카스크 사건

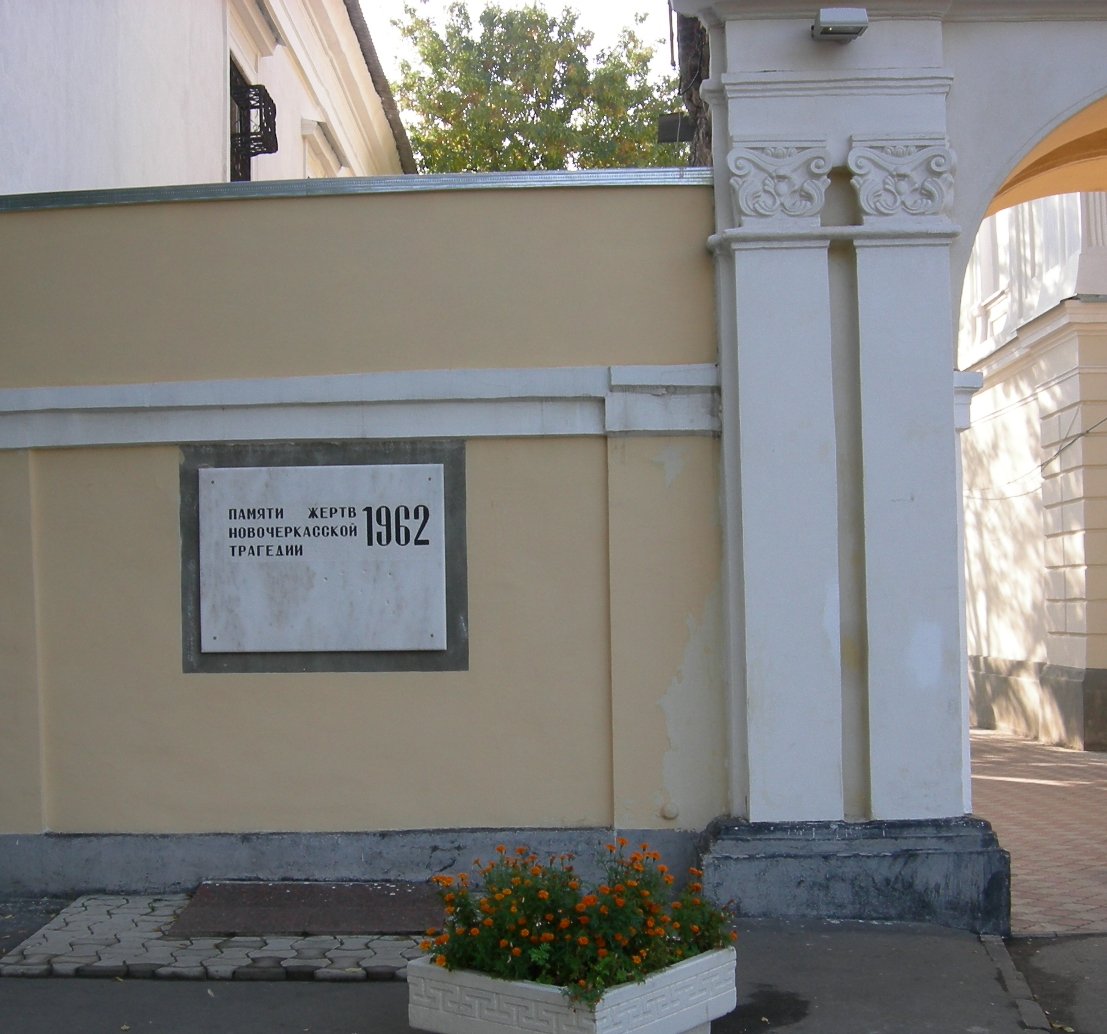
노보체르카스크 사건 기념 표지

노보체르카스크 사건(러시아어: Новочеркасский расстрел)은 1962년 6월 1일부터 2일까지 소련 러시아 소비에트 연방 사회주의 공화국의 노보체르카스크에 위치한 노보체르카스크 전기 기관차 공장 노동자 및 지역 주민들이 벌인 파업이다.

## 원인
1960년 소련의 경제 상황은 좋지 못했다. 1962년 봄과 초여름의 식량 사정이 좋지 못해서 솧련 최고지도자인 니키타 흐루쇼프는 해외에서 식량을 구입하기로 했다..
1962년 5월 말 집단 농장의 압력으로 육류 가격이 30%, 기름 가격이 25% 인상되었다. 당시의 언론 보도는 "모든 노동자의 요청"으로 인상한다고 보도하였다. 같은 시기 노보체르카스크 전기 기관차 공장의 감독은 작업량을 증가시키고 임금은 그대로 둬서 실질적인 임금 인하 효과를 가져왔다.

## 진행

### 6월 1일
오전 10시 경 200여명의 철강 노동자들이 일을 중단하였고 임금 인상을 요구하였다. 11시에 공장으로 진입하여 공장 내 다른 부서의 노동자들과 합류하였고, 약 1000명이 조업을 중단하고 공장 중심부에 모였다. 공장 중심에 모인 노동자들은 공장 대표에게 "앞으로 무엇을 먹고 살아야 하는가?"라는 질문을 했고, 곧 대표 보리스 쿠로치킨(러시아어: Борис Курочкин)이 나왔다. 때마침 공장 근처에서 파이를 팔고 있었기 때문에, 그는 "파이에 넣을 고기를 사 먹을 돈이 없다면 파이에 간을 넣어 먹으라"고 답했다. 이 말을 들은 근로자들은 분노하였고, 파업은 전체 공장으로 퍼졌다. 파업에 참가하고 싶지 않은 근로자들은 분노한 대중이 안 보이는 가게에 몸을 숨겼다.
파업의 규모는 점점 커졌고, 비상벨이 울리는 소리를 듣고 근처 다른 기업 노동자들도 파업에 동참하였다. 12시가 되었을 무렵 파업 참가자는 5000명까지 늘었고, 철도를 점거하여 로스토프와 사라토프 사이 열차 운행을 중단시켰다. 운행이 중지된 기관차에 일부 노동자는 "흐루쇼프는 고기를 달라!"는 낙서를 하기도 했다. 일부 사람은 취한 상태로 파업에 참가하여 운행 중지된 열차를 파괴하기 시작하였고, 이를 제지하려고 하였으나 허사로 돌아갔다.
노보체르카스크 파업은 오전 10시경에 흐루쇼프에게 보고되었고, 다른 지역에서 일어난 유사한 파업과 달리 폭력적인 양상을 띄기 시작하였다. 지역 공산당 제1서기, 국방부 장관, 내무부 장관, KGB는 모든 가능한 조치를 사용하여 파업을 저지하라는 지시를 받았다.
오후 4시에 이미 지역과 공장 총책임자가 공장에 억류되었다. 저녁에 공장 노동자들은 공장에 걸려 있던 흐루쇼프의 초상화를 뜯어내고 불로 태웠다. 일부 과격파들은 억류된 공장 책임자들을 폭행하기도 했다. 4시 30분에는 억류된 대표들이 연설을 시작하였다. 처음에는 파업이 진정되는 듯 했으나, "당 중앙에서 내려온 지침이다."라는 말과 함께 군중들을 모욕하는 발언을 해서 역효과만 발생하였다. 경찰과 KGB는 사건에 개입하지 않았고, 숨어서 사건 현장을 촬영하고 있었다.
오후 6시와 7시 사이에 200명의 참가자에 대한 보고가 전달되었다. 경찰들은 파업 참가자들을 공장에서 격리하려고 했으나, 군중들에 의해 제지되었고, 3명의 경찰관들은 폭행당하기도 했다. 군부에서는 사건을 지켜보기만 하였다. 카프카즈 군사 관구에서는 대책을 세우지 않고 있다가, 오후 7시 경 진압을 시작하라는 지시를 받았다.
오후 8시경 군용차 5대와 BTR 3대가 무장 상태로 공장에 진입하였다. 군중들은 군용차를 반갑지 않게 맞았으나, 군대를 직접적으로 자극하지는 않았다. 군인들은 별도의 행동을 취하지 않고 몇 시간 후 철수하였다. 이들의 주 목적은 시위대의 목표를 분산시키며 민간인으로 위장하여 시위대에 진입하는 것이었다. 밤이 깊어져도 시위는 계속되었고, 계속 소규모 군인들이 공장으로 진입하였다.
저녁과 밤이 되어도 관리들이 응답하지 않자, 6월 2일 낮에 도시 중심부 공산당 본부로 진입하기로 했다.

## 파업 이후

### 피해
시내 병원에 입원한 총상자는 45명이었고, 실제 총상을 입은 사람은 이보다 훨씬 많았다. 조사를 받을까 두려워서 부상자들은 어디서 총상을 입었는지에 대해서 이야기하지 않았다. 총 24명이 죽었고, 이 중 2사람은 6월 2일 저녁 의문사하였다. 당시 희생자들의 시신은 도시 밖으로 이송되어 로스토프 지역의 여러 묘지에 매장되었다. 1992년 비밀 해제된 문서에 따르면 20명의 시신은 노보샤흐틴스크, 4명의 시신은 노보체르카스크에 묻혔다.
총성이 계속 이어지는 중에도 시위는 계속 진행되었다. 일부 시민들은 군인을 향해 돌을 던지기도 했고, 시내 교통을 저지하기도 했다. 사건 정보가 제대로 전달되지 않아서, 총살당한 사람이 수백명이라거나 탱크로 사람을 깔아뭉갠다거나, 모든 네눈박이들을 죽인다는 등 소문이 퍼졌다. 도시에는 통행 금지가 선언되었고, 녹음된 방송 이외 언론 보도가 중지되었다.
6월 3일과 4일에도 몇몇 사람들이 구속되었고, 도시는 진정되기 시작하였다.

### 재판
노보체르카스크 법정에서는 "질서를 파괴한 자"에 대한 재판이 진행되었다. 한 특수부대에서 군중의 사진을 찍었고, 사진상으로 활발하게 파업을 주도했던 사람들이 법정에 소환되었다. 법정에 소환된 거의 대부분 사람들은 유죄를 선고받았으며, 공공 시설물 파괴, 집단 반란, 소련 정부 붕괴 기도 등의 죄목을 선고받았다.
파업을 주도한 사람 중 7명은 사형을 선고받았고, 105명은 10년~15년간의 강제 노동을 선고받았다.
사건에 관한 모든 기록은 1980년대 페레스트로이카 이전까지 공개되지 않았다.

### 기관차 재명명
1963년 1월 1일 전기 기관차의 이름 중 N(노보체르카스크)과 T(트빌리시)가 들어가는 기관차가 VL(블라디미르 레닌)로 재명명되었다. N8, T8, N0, N60, N62, N80, N81 기관차는 VL8, VL10, VL61, VL60, VL62, VL80, VL81로 재명명되었다.

## 같이 보기
- 보르쿠타 폭동